# 科氏短吻獅子魚
科氏短吻獅子鱼，为輻鰭魚綱鮋形目杜父魚亞目狮子鱼科的其中一種。

## 分布
本魚分布於北太平洋區，包括日本海、鄂霍次克海、白令海及阿拉斯加等海域。

## 特徵
本魚體延長，尾鰭圓形，體色天青色，魚鰭黑色，腹部灰白色，齒矛尖形，背鰭軟條51至58枚；臀鰭軟條47至52枚；脊椎骨59至65個，體長可達44公分。

## 生態
本魚屬深海底棲魚類，棲息在水深64至1350公尺沙泥底質的水域，生活習性不明。

## 經濟利用
不具食用價值。